# Rotunda svatého Jiří (Klatovy)
Rotunda svatého Jiří v Klatovech je zaniklá rotunda, která stála v místech hřbitova mezi kostely svatého Jakuba a svatého Michala v ulici Hřbitovní na Pražském předměstí v severní části města.

## Historie
Rotunda byla postavena pravděpodobně v místech starého pohanského pohřebiště. Před polovinou 13. století byla přestavěna na karner - patrovou kapli, která obsahovala kostnici a v patře kapli. Stavebníkem karneru byl údajně Soběhrd, majitel vsi Klatov. Zmíněna je v roce 1406, kdy rytíř Jan ze Sobětic obdařil ročním důchodem oltář svaté Anny v kostele svatého Jiří, který stál při kostele svatého Jakuba.
Další zmínka pochází z 2. poloviny 16. století, kdy ji po obnově využívali klatovští utrakvisté; v tomto období je zmiňována její obnova klatovským měšťanem Janem Koškou z Libušína, který do Klatov přišel po roce 1570, a její zasvěcení Beránku Božímu. Pod kostelíkem byly vyhloubeny dva podzemní sklípky sloužící jako hrobka; ještě koncem 17. století se zde nacházely náhrobní desky rodiny Korálků z Těšína a Košků z Libušína. Později kostelík několik let chátral, až v roce 1676 byl obnoven a nově zasvěcen svatému Vojtěchu. V té době jej využíval jako zvonici sousední hřbitovní kostel svatého Jakuba.
Po zrušení kostelíka při josefinských reformách po roce 1780 jej využil dragounský regiment prince Koburga jako skladiště střelného prachu. Dne 29. června 1783 se nad městem rozpoutala bouře, při které jeho třípatrovou lucernu zasáhl blesk. V kryptě se v té době nacházelo 12 centnýřů střelného prachu (asi 6 q), ten se vzňal a rotundu rozmetal; při výbuchu zemřel kostelník, který při bouřce proti mračnům vyzváněl. Výbuch poškodil i sousední dva kostely; kostel svatého Jakuba zanikl a kostel svatého Michala přišel o okna a střešní krytinu. Na základě této události vydal Josef II. dne 26. listopadu 1783 patent, který zakazoval během bouřky vyzvánět proti mračnům.

## Popis
Podle dvou obrazů malíře V. Vysokého měla rotunda na levé straně připojenu stavbu s kuželovitou střechu s hvězdou na špici, pravděpodobně kněžiště. Polygonální věžovitý útvar s barokní cibulí a omítnutou fasádou doplněnou malými okny mohlo být schodiště, které vedlo do prvního patra gotického karneru.
Rotunda je vyobrazena také na Willenbergově kresbě Klatov z roku 1602, na které je zakreslena jako stavba kruhového půdorysu s mělce vystupujícím rizalitem. Centrální stavbu kryje lucerna několikanásobně převyšující zdivo svatyně. Stavba je umístěna mezi kostely svatého Jakuba a svatého Michala jako vysoká několikapatrová zvonice.
Při úpravách hřbitova roku 1940 byly nalezeny fragmenty renesančních náhrobníků a základy polygonální stavby, které jsou spojované s tímto kostelem.